# Asthena nymphaeata
Asthena nymphaeata là một loài bướm đêm trong họ Geometridae.